# Blondie on a Budget
Pour plus de détails, voir Fiche technique et Distribution.
Blondie on a Budget est un film américain en noir et blanc réalisé par Frank R. Strayer, sorti en 1940.
Il s'agit du cinquième des 28 volets que compte la série de films Blondie (Blondie (film series) (en)), produite de 1938 à 1950.

## Synopsis
La famille Bumstead est une fois de plus à court d'argent. Alors que Blondie Bumstead calcule le budget familial et rêve secrètement d'un manteau de vison, son mari Dagwood Bumstead brûle d'envie de s'inscrire au club de pêche local. Pour ce faire, il a cependant besoin de 200 dollars. Peu de temps après, un invité inattendu arrive chez les Bumsteads : Joan Forrester, l'ancien béguin de Dagwood. Dagwood est nerveux et craint la jalousie de Blondie.

## Fiche technique
- Titre original : Blondie on a Budget
- Réalisation : Frank R. Strayer
- Scénario : Richard Flournoy, d'après une histoire de Charles M. Brown et de la bande dessinée Blondie de Chic Young
- Musique : Leigh Harline (non crédité)
- Direction artistique : Lionel Banks et Jerome Pycha Jr. (non crédité)
- Costumes : Robert Kalloch
- Photographie : Henry Freulich
- Montage : Gene Havlick
- Producteur : Robert Sparks
- Studio de production et de distribution : Columbia Pictures
- Pays de production :  États-Unis
- Langue d'origine : anglais américain
- Format : noir et blanc — pellicule : 35 mm — image : 1,37:1 — son : mono(Western Electric Mirrophonic Recording)
- Genre : Comédie familiale
- Durée : 72 minutes
- Date de sortie : 
  - États-Unis : 20 février 1940

## Distribution
- Penny Singleton : Blondie Bumstead
- Arthur Lake : Dagwood Bumstead
- Larry Simms (en) : Baby Dumpling Bumstead
- Rita Hayworth : Joan Forrester
- Danny Mummert : Alvin Fuddle
- Don Beddoe : Marvin Williams
- John Qualen : M. Ed Fuddle
- Fay Helm : Mme Fuddle
- Irving Bacon : Mailman
- Thurston Hall : Brice
- William Brisbane : le manager de Théâtre